# Bov
Bov é um município da Dinamarca, localizado na região sul, no condado de Sonderjutlândia.
O município tem uma área de 147,86 km² e uma  população de 9 992 habitantes, segundo o censo de 2005.